# (14526) Xenocrates
(14526) Xenocrates (1997 JT3) – planetoida z grupy pasa głównego asteroid okrążająca Słońce w ciągu 3,75 lat w średniej odległości 2,41 j.a. Odkryta 6 maja 1997 roku.